# Funtsch
Funtsch war der Name einer in Amberg ansässigen Familie, die einige bedeutende Orgelbauer hervorbrachte.

## Johann Baptist Funtsch
* 2. März 1674 in Bergrothenfels; † 1. Januar 1743 in Amberg. Er lernte wohl bei Johann Jost Schleich in Lohr am Main und tat sich nach der Lehre mit Jakob Berns (1678–1753) aus Karlstadt zusammen. Beide arbeiteten bis 1706 in der Werkstatt von Zacharias Thayßner (Merseburg). Von 1710 bis 1722 unterhielt Funtsch eine Werkstatt in Bergrothenfels. In Amberg erlangte er 1722 nach dem Tod von Johann Conrad Vogel das kurfürstliche Privileg zum Orgelbau für die Oberpfalz. Berns kehrte 1735 „insalutati hospiti“ zurück nach Karlstadt, wo er das Bürgerrecht besaß. In seiner Werkstatt bildete Funtsch seine beiden Söhne Johann Konrad und Johann Adam Funtsch aus, die nach seinem Tod 1743 den Betrieb übernahmen.

### Werke aus der Schaffenszeit in Lohr am Main und Merseburg, erbaut mit Jakob Th. Berns
| Jahr      | Ort            | Kirche                          | Bild | Manuale | Register | Bemerkungen                                                                                          |
| --------- | -------------- | ------------------------------- | ---- | ------- | -------- | --- |
| um 1700   | Volkersbrunn   | St. Rochus                      |      | I/P     | 6        | Reparatur? 1962 an Fa. Christian Gerhard (Boppard) verkauft, steht in einer Kirche der Diözese Trier |
| 1708      | Naumburg       | Othmarskirche (Naumburg)        |      |         |          | Bau im Auftrag der Witwe des 1705 verstorbenen Lehrmeisters Zacharias Thayßner, nicht erhalten       |
| 1706/1710 | Saalfeld/Saale | Residenzschloss, Schlosskapelle |      | II/P    | 16       | Derzeitiges Instrument 1989 von Orgelbau Schönefeld (22/II/P). →                                     |

### Werke aus der mainfränkischen Schaffenszeit (Rothenfels), erbaut mit Jakob Th. Berns
| Jahr    | Ort                        | Kirche                 | Bild | Manuale | Register | Bemerkungen |
| ------- | -------------------------- | ---------------------- | ---- | ------- | -------- | --- |
| 1710    | Amberg                     | Salesianerinnenkloster |      |         |          | Positiv: ein kleines Werkl, gegen den heftigen Widerstand des ortsansässigen Orgelbauers Johann Konrad Vogel                 |
| 1712    | Remlingen (Unterfranken)   | St. Andreas            |      |         |          | Erster eigenständiger Neubau „nach mathematischen Gründen“ für 360 fl. Gehäuse erhalten, Orgel 1929 von Steinmeyer (15/II/P) |
| 1712    | Bamberg                    | Obere Pfarre           |      | I/P     | 7        | Chororgel |
| um 1712 | Gerolzhofen                | Maria vom Rosenkranz   |      |         |          | Gehäuse erhalten, Werk Winterhalter 1998 (36/III/P)                                                                          |
| 1716    | Stadtprozelten             | St. Barbara und Georg  |      | I/P     | 12       | Nicht erhalten. Derzeitige Orgel 1904 von Schlimbach (16/II/P)                                                               |
| 1717    | Neunkirchen (Unterfranken) | St. Peter und Paul     |      |         |          | 1822 Abbruch der Kirche. |
| 1721    | Billingshausen             | Evangelische Kirche    |      | I/P     | 9        | Prospekt erhalten. → Orgel                                                                                                   |

### Werke  aus der oberpfälzer Schaffenszeit (Amberg)
| Jahr                | Ort                               | Kirche                         | Bild | Manuale | Register | Bemerkungen |
| ------------------- | --------------------------------- | ------------------------------ | ---- | ------- | -------- | --- |
| 1722                | Rieden                            | Mariä Himmelfahrt              |      |         |          | Erbaut als Probestück mit Jakob Berns, 1776 durch Neubau von Johann Konrad Funtsch ersetzt, siehe dort                                                                                            |
| 1724                | Gebenbach                         | St. Martin                     |      |         |          | Erbaut mit Jakob Berns, 1788 Neubau J. C. Funtsch, beide nicht erhalten |
| 1727                | Lauterhofen                       | St. Michael                    |      |         |          | Erbaut mit Jakob Berns; 1789 Neubau Johann Konrad Funtsch, siehe dort |
| 1727                | Armesberg                         | Hl. Dreifaltigkeit             |      | I/p     | 6        | Prinzibal 4 Fus, Octav 2 Fus, Quint 1 1/2 fus, Subber Octav 1 Fus, Mixtur 2fach, Gros Gedackt 8 Fus von Hols. Erbaut mit Jakob Berns; ein Blitzschlag zerstörte die Kirche am 22. Mai 1819.       |
| Nach 1729, vor 1735 | Amberg                            | St. Sebastian                  |      | I/P     | 7        | Erbaut mit Jakob Berns. 1846 Neubau Specht (I/P/6), 1870 Reparatur Edenhofer, 1955 Neubau Weise (II/P/7), 1991 barockisierender Prospekt Hartmann, 2012 Umbau Kilbert.                            |
| um 1729             | Eschenbach in der Oberpfalz       | Maria Hilf (Bergkirche)        |      |         |          | 1772 wurde die Kapelle durch die jetzige Bergkirche ersetzt. Bis 1977 stand dort ein Orgelgehäuse, das eindeutig dem Typus von Friedrich Specht (Amberg) entspricht.                              |
| vor 1730            | Ast (Waldmünchen)                 | Unsere Liebe Frau              |      |         |          | Erbaut mit Jakob Berns; 1771 ersetzt durch einen Neubau von Andreas Weiß, Nabburg, Werk erhalten                                                                                                  |
| 1731                | Penting                           | St. Nikolaus                   |      |         |          | Erbaut mit Jakob Berns; 1888 stürzte die Gewölbedecke ein und zerstörte fast die gesamte Inneneinrichtung. 1888 Neubau Edenhofer (11/I/P), 1976 Neubau Weise (13/II/P)                            |
| 1733                | Amberg                            | Wallfahrtskirche Mariahilf     |      | II/P    | 11       | Erbaut mit Jakob Berns; Prospekt erhalten, 1742 Erweiterung Brandenstein (16/II/P). 1902 Neubau März (16/II/P), 1948 Umbau Kardos. 1978 Neubau Orgelbau Weise (25/III/P), 2025 Neubau in Planung. |
| 1733                | Simmelsdorf-Bühl, Nürnberger Land | Mariae Heimsuchung             |      |         |          | Erbaut mit Jakob Berns; Prospekt erhalten, der spätere Funtsch-Prospekttypus deutet sich hier schon an                                                                                            |
| 1734                | Amberg                            | Unsere Liebe Frau (Hofkapelle) |      |         |          | nicht erhalten, 1858 Neubau Friedrich Specht (6/I/P), nicht erhalten, 1893 Neubau Steinmeyer op. 493 (5/I/P), erhalten.                                                                           |
| 1735                | Ursensollen-Hohenkemnath          | Mariä Himmelfahrt              |      | I/P     | 8        | letzter Orgelbau mit Jakob Berns, nicht erhalten |
| 1737                | Ursensollen                       | St. Vitus                      |      |         |          | Nicht erhalten. 1958 Neubau Bittner (16/II/P) |
| 1738                | Auerbach in der Oberpfalz         | St. Johannes                   |      |         |          | Erweiterung der Vorgängerorgel, 1755 Neubau Johann Konrad Brandenstein (17/II/P), Prospekt erhalten, 1971 Neubau von Steinmeyer (25/II/P)                                                         |
| 1741                | Trautmannshofen                   | Pfarrkirche Mariae Namen       |      | I/P     | 11       | Joh. Baptist und Joh. Konrad, Prospekt erhalten. Teilweiser Neubau 1979 Mathis, Näfels (Schweiz)                                                                                                  |

## Johann Konrad Funtsch
* 10. Januar 1710 in Bergrothenfels; † 3. November 1792 in Amberg. Sohn von Johann Baptist Funtsch. Er führte zusammen mit seinem jüngeren Bruder Johann Adam (siehe unten) die Werkstatt des Vaters nach dessen Tod 1743 weiter und gilt als der bedeutendste Orgelbauer der Oberpfalz im 18. Jahrhundert. Am 11. Juli 1756 heiratete er Maria Dorothea Bayer.

### Nachgewiesene Werke
| Jahr     | Ort                             | Kirche                                            | Bild | Manuale | Register | Bemerkungen |
| -------- | ------------------------------- | ------------------------------------------------- | ---- | ------- | -------- | --- |
| 1746     | Lintach                         | St. Walburga                                      |      | I/P     | 7        | Prospekt erhalten, 1901 Neubau G. F. Steinmeyer (8/I/P) als Opus 730, 1987 Erweiterung auf 9/I/P (Kilbert), 2025 Renovierung (Orgelbau Bäumler) |
| 1747     | Stadt Kemnath                   | Mariä Himmelfahrt (Kemnath)                       |      |         |          | nicht erhalten, 1860 Neubau Weineck (18/II/P), 1955 Neubau Weise (22/II/P), 1998 Neubau Sandtner (26/II/P) |
| um 1750  | Hahnbach, Kreuzberg             | Hl. Kreuz                                         |      | I/P     | 7        | Prospekt erhalten, 1893 Neubau G. F. Steinmeyer (6/I/P), Opus 486, 1989 Restaurierung Georg Jann |
| 1750     | Neumarkt                        | St. Anna                                          |      | I/P     |          | Prospekt erhalten. Werk: Georg Jann 1978 (7/I/P) |
| 1750/63  | Michelfeld                      | Kloster Michelfeld (Oberpfalz)                    |      | II/P    | 18       | Prospekt erhalten, 1941 Neubau Weise (24/II/P) |
| 1751     | Kohlberg                        | St. Nikolaus                                      |      | I/P     | 8        | Prospekt erhalten, 1923 Neubau Holländer (7/II/P), 1979 Neubau Walcker (10/II/P), 2012 Revision Maderer |
| 1753     | Amberg                          | Friedhofskirche St. Katharina                     |      | I/P     | 9        | Prospekt und Manualwindlade mit Registertraktur (Schwerter) erhalten, Sanierung und Ergänzung des Bestandes 1990 von Hartmann (Regensburg), 2020 Generalüberholung nach Kirchenrestaurierung durch Orgelbau Rainer Kilbert (Hönighausen bei Regensburg)                                                                                         |
| 1753     | Königstein                      | St. Georg                                         |      | I/P     | 10       | 1905 Neubau Johannes Strebel (14/I/P), der atypische Prospekt ist erhalten. |
| 1754     | Pursruck                        | St. Ursula                                        |      | I/P     | 7        | Prospekt erhalten, 1915 Neubau Binder und Siemann op. 327 (9/I/P), 1998 Neubau (9/II/P) Johannes Schädler (Donaustauf) |
| 1759     | Mockersdorf                     | St. Michael                                       |      | I/P     | 10       | Prospekt erhalten, 1908 Neubau Wolf (9/I/P), 1962 Neubau Hirnschrodt op. 73 (14/II/P), elektrische Kegellade |
| 1759     | Kemnath                         | Klosterkirche der Franziskaner                    |      | II/P    | 16       | 1802 transferiert nach Mariä Himmelfahrt in Erbendorf, es ist nur das veränderte (denkmalgeschützte) Gehäuse erhalten. Dahinter steht seit September 2023 die Heinrich-Voit-Saalorgel (1916, 51/IV/P) aus dem Kurhaus Baden-Baden. → Orgel |
| 1760     | Amberg                          | Schulkirche St. Augustinus                        |      | II/P    | 19       | Prospekt erhalten, 1926 Neubau Steinmeyer op. 1426 (17/II/P), 1993 Neubau Orgelbau Sandtner (26/II/P) |
| 1760     | Stettkirchen                    | Wallfahrtskirche Mariä Heimsuchung (Stettkirchen) |      | I/P     | 10       | Prospekt und Werk erhalten, 1839 Umbau Bouthellier, 1881 Umbau Waller, 1972 Restaurierung Hermann Kloss, 2013 Revision Helmut Kilger. Bedarf einer fachgerechten Restaurierung (2022). |
| 1760     | Büchenbach (Pegnitz)            | St. Vitus                                         |      | I/P     | 9        | Prospekt erhalten, Neubau nach 1888, diverse Umbauten, zuletzt 2004 von Glöckel. |
| 1761     | Aschach (Freudenberg)           | St. Ägidius                                       |      | I/P     |          | 1898 Neubau op. 71 von Binder und Siemann (9/I/P) in neobarockem Gehäuse, 2012 Überholung Kilbert |
| 1762     | Ebnath                          | St. Ägidius (Ebnath)                              |      | I/P     | 9        | nicht erhalten, 1902 Neubau Wolf (12/II/P), 1995 Neubau Hey (25/II/P) |
| 1764     | Hirschau                        | Vierzehnnothelferkirche Hirschau                  |      | I/P     | 10       | Prospekt und Werk erhalten, Signatur J. A. Funtsch 7. Juni 1764, 1984 Restaurierung Rickert (Regensburg) |
| 1765     | Pressath                        | St. Georg                                         |      | II/P    | 15       | Prospekt erhalten, 1912 Neubau Binder und Siemann op. 283 (20/II/P), 1977 Neubau Nenninger (21/II/P), Juli 2024 Neubau Vogtländischer Orgelbau Thomas Wolf (27/II/P). |
| 1767     | Amberg                          | St. Georg                                         |      | II/P    | 22       | Die größte von Funtsch gebaute Orgel, Disposition überliefert, Prospekt erhalten. 1902 Neubau Edenhofer (14/II/P), 1941/1961 Erweiterungen Weise bis (33/III/P). 1981 Neubau (48/III/P) Oberlinger. Frühjahr 2026 Neubau Johannes Klais Orgelbau (34/II/P). Zweiter, späterer Bauabschnitt: Romantische Chororgel (27/II/P) über der Sakristei. |
| 1767     | Habsberg bei Velburg            | Maria Heil der Kranken (Habsberg)                 |      | II/P    | 16       | Prospekt und Werk bestens erhalten, 1972 Restaurierung Klais, 2004 Revision Kuhn (Männedorf, Schweiz) |
| 1769     | Hofstetten bei Ensdorf          |                                                   |      |         |          | oder Hofenstetten? Nicht erhalten, April 2013 Harmonium |
| 1769     | Hofenstetten bei Neunburg v. W. |                                                   |      |         |          | oder Hofstetten? Nicht erhalten, April 2013 Elektronium |
| 1769     | Hohenkemnath                    |                                                   |      |         |          | nicht erhalten. 1990 Neubau Weise (21/II/P) |
| 1770     | Erlheim                         | St. Laurentius (Erlheim)                          |      | I/P     | 6        | 1839 Umbau Specht, Neubau 1992 Weise (7/I/P), Prospekt erhalten. |
| 1770     | Hahnbach                        | St. Jakob                                         |      | II/P    | 16       | Prospekt erhalten, 1904 Neubau op. 143 von Binder und Siemann (23/II/P), 1966 Traktur elektrifiziert, 2010 Auxiliare Thomas Jann. Der einzige Funtsch-Prospekt, der die 2-Manualigkeit auch optisch widerspiegelt. |
| 1772     | Kirchenpingarten                | St. Jakobus d. Ä.                                 |      | I/P     | 12       | Prospekt erhalten, 1891 Neubau Edenhofer (10/I/P), 2004 Rekonstruktion Schober |
| 1773     | Schlicht                        | St. Georg                                         |      | I/P     | 10       | Prospekt erhalten, 1891 Neubau Steinmeyer op. 416 (12/II/P), 1975 Neubau Hirnschrodt/Jann op. 1 (19/II/P) |
| 1776     | Rieden                          | Mariä Himmelfahrt                                 |      | I/P     | 10       | Prospekt erhalten, 1898 Neubau Binder und Siemann op. 68 (9/I/P), 1976 Neubau Kloss (13/II/P), 2010 Neubau Mathis (18/II/P) |
| 1776     | Paulsdorf                       | St. Peter und Paul                                |      | I/P     | 7        | Prospekt erhalten, 1902 Neubau Maerz (5/I/P), 2013 Renovierung Kilbert. |
| 1777     | Illschwang                      | St. Vitus (Simultankirche)                        |      | I/P     |          | nicht erhalten; 1879 Neubau G. F. Steinmeyer op. 186, Neurenaissance-Prospekt, mechanische Kegellade (11/I/P) |
| 1778     | Thurndorf                       | St. Jakobus Major                                 |      |         |          | nicht erhalten. 1917 Neubau Johannes Strebel (12/II/P) |
| 1778     | Zant bei Ursensollen            | St. Joseph                                        |      | I/P     | 6        | Prospekt und Werk erhalten. 1858 Umbau Specht, 1980 Renovierung Weise. Restaurierung im Rahmen der Kirchenrenovierung geplant (Stand: 2025). |
| 1782     | Mitterauerbach                  | Mariä Himmelfahrt                                 |      | I/P     | 7        | Prospekt und Werk erhalten, 1931 Umbau Hirnschrodt, 1982 Restaurierung Rickert (Regensburg) → Orgel |
| 1783     | Weiher (Hirschau)               | Mariä Opferung                                    |      |         |          | nicht erhalten, derzeitiges Werk von 1860, 1920 in die Kirche transferiert, 1983 Umbau Rickert. |
| 1783     | Pölling bei Neumarkt            | St. Martin                                        |      |         |          | Alte Kirche 1934 abgebrochen, Orgelprospekt und Werk nicht erhalten |
| 1785     | Hohenburg                       | Friedhofskirche St. Salvator                      |      | I/P     | 8        | Prospekt und Werk erhalten, Signatur J. A. Funtsch. 1897 Umbau Edenhofer, 1984 Restaurierung Nenninger |
| 1787     | Wutschdorf                      | St. Martin                                        |      |         |          | Positiv, nicht erhalten |
| 1788     | Gebenbach                       | St. Martin und Mausberg                           |      | I/P     | 8        | beide nicht erhalten |
| 1789     | Schnaittach                     | St. Kunigund                                      |      |         |          | nicht erhalten, 1935 Neubau G. F. Steinmeyer (26/II/P) op. 1588, Restaurierung 2020 durch Orgelbau Vleugels. |
| 1789     | Kümmersbruck                    | St. Anton                                         |      | I/P     | 6        | nicht erhalten. 1923/1940 Neubauten Weise (15/II/P), 1977 Transfer einer Weineck-Orgel von 1862 |
| 1789     | Lauterhofen                     | Erzengel Michael                                  |      | I/P     | 10       | Einer der letzten erhaltenen Funtsch-Prospekte. 1895 Neubau Edenhofer (10/I/P), 1997 Neubau Manfred Thonius (27/II/P, mit Koppelmanual), fast in Sichtweite von Trautmannshofen (1741) und Habsberg (1767) |
| vor 1792 | Lauterbach (Freystadt)          | St. Willibald                                     |      | I/P     |          | Prospekt erhalten, 1907 Neubau Edenhofer (4/I/P), 2018 Renovierung Hasselt. |
| vor 1800 | Wiesau                          | St. Michael (Wiesau)                              |      | I/P     | 10       | nicht erhalten, 1961 Eduard Hirnschrodt op. 69 (28/III/P) |

### Zuschreibungen
(Kilbert und Bayerische Orgeldatenbank 2009)
| Ort                      | Kirche                                | Bild | Manuale | Register | Bemerkungen |
| ------------------------ | ------------------------------------- | ---- | ------- | -------- | --- |
| Amberg                   | Paulanerkirche                        |      |         |          | nach 1750; 1813 nach Dietkirchen bei Neumarkt?, nicht erhalten. Dort 1922 Neubau Weise, 2000 Neubau Sandtner (13/II/P) |
| Pfaffenhofen bei Kastl   | St. Martin                            |      | I/P     |          | um 1750, Prospekt erhalten, 1929 Neubau Ehrlich (6/I/P), 1979 Neubau Sandtner (I/P/7) |
| Kaltenbrunn              | St. Martin (ehemalige Simultankirche) |      | I/P     | 10       | nach 1750, Prospekt erhalten, Werk 1905 Franz Borgias Maerz (I/P/10). |
| Waldkirchen (Petersberg) | St. Peter und Paul (sic!)             |      | I/P     | 10       | nach 1750, Prospekt erhalten, Neubau 1923 Willibald Siemann op. 393 (II/P/16) |
| Theuern                  | St. Nikolaus                          |      | I/P     |          | nach 1760, Prospekt erhalten, 1911 Neubau Ludwig Edenhofer junior op. 90 (II/P/8), 2020 Restaurierung Orgelbau Rainer Kilbert |
| Willhof bei Altendorf    | St. Jakob                             |      | I/P     | 5        | 1966 entfernt. ODB Bayern: vor 1800. Das nachstehende Bild ist in der Kirche zu sehen. Es gibt aber auch Ähnlichkeiten mit der Orgel der nahegelegenen Schlosskirche Guteneck (nach 1823, dem Funtsch-Nachfolger Wilhelm Hepp zugeschrieben). 1997 Neubau Weise (I/6/P). |

## Johann Adam Funtsch
* 2. August 1721 in Rothenfels; † 1. Oktober 1810 in Amberg. Er erlernte mit dem Bruder Johann Konrad Funtsch in der väterlichen Werkstatt das Handwerk des Orgelbauers. Die Brüder übernahmen nach dem Tod des Vaters 1743 die Werkstatt. Nach dem Tod des Bruders 1792 führte er diese bis 1796 allein weiter und übergab sie dann dem einstigen Gesellen Wilhelm Hepp.